# Shturm 2002 Chehov
El Shturm 2002 Chehov es un club ruso de waterpolo con sede en la ciudad de Chehov.

## Palmarés
- 4 veces campeón de la liga de Rusia de waterpolo masculino (2005, 2006, 2008, 2009)
- 1 vez campeón de la Copa LEN de waterpolo masculino (2007/08)[2]
- 1 vez campeón de la Copa LEN de waterpolo femenino (2008/09)